# Freycinetia pseudoangustissima
Freycinetia pseudoangustissima är en enhjärtbladig växtart som beskrevs av Huynh. Freycinetia pseudoangustissima ingår i släktet Freycinetia och familjen Pandanaceae. Inga underarter finns listade.